# MAN SM 152
Le MAN SM 152 est un midibus construit par MAN et Göppel.

## Histoire
Un premier prototype fut construit en 1987. En 1989, le midibus SM 152 a été mis sur le marché, il faisait partie de la 2e génération d'autobus standards chez MAN.
La production fut assez limitée en raison de la concurrence du midibus à plancher bas NM 152, considéré comme son successeur. La production est arrêtée en 1992.

## Caractéristiques techniques
Ce midibus possède 30 places assises et 30 places debout soit 60 places au total.
- Longueur             = 8,700 m
- Largeur              = 2,400 m
- Hauteur              = 2,945 m
- Empattement          = 4,200 m
- Puissance            = 150 ch pour le SM 152, 180 ch pour le SM 182